# Turbulenzen – und andere Katastrophen
Turbulenzen – und andere Katastrophen (Originaltitel: Pushing Tin) ist eine US-amerikanische Filmkomödie aus dem Jahr 1999. Die Regie führte Mike Newell, das Drehbuch schrieben Glen Charles und Les Charles anhand des Textes Something's Got To Give von Darcy Frey. Die Hauptrollen spielten John Cusack und Billy Bob Thornton.

## Handlung
Der Fluglotse Nick Falzone (John Cusack) und seine Kollegen reagieren den Stress der Arbeit durch wilde Partys und übermütige Streiche ab. Eines Tages kommt Russell Bell (Billy Bob Thornton) ins Team. Falzone will den neuen Kollegen beeindrucken und fährt schnell durch die Stadt. Plötzlich drückt Bell mit seinem Fuß den Fuß von Falzone auf das Gaspedal und der erschrockene Falzone und der ruhig bleibende Bell rasen mit hoher Geschwindigkeit durch die Straßen.
Nick beginnt eine Affäre mit Mary Bell, die sich einsam fühlt. Etwas später merkt er, dass anscheinend auch seine Frau eine Affäre – ausgerechnet mit Russell – hatte. Auf dem Weg zurück von der Beerdigung ihres Vaters wertet Connie die eifersüchtigen Andeutungen und Fragen von Nick als ein Zeichen seiner Affäre. Der direkt gestellten Frage weicht Nick aus, Connie weint und verlässt ihn.
Eines Tages geht eine Bombendrohung ein, die Zentrale der Lotsen wird evakuiert. Nur Nick und Russell bleiben bis zum letzten Augenblick, um die Flugzeuge zu leiten. Nick flüchtet in der letzten Sekunde aus dem Gebäude und wirft sich auf den Boden, Russell kommt etwas später ruhig heraus. Die Drohung erweist sich als falsch. In den Medien wird Nick als Feigling, Russell jedoch als Held dargestellt.
Russell kündigt den Job und verschwindet irgendwo in der Wildnis. Nick kann sich nicht konzentrieren, seine Entscheidungen führen binnen einer Stunde zu zwei Beinahezusammenstößen. „Erlaubt“ sind einem Fluglotsen aber nur zwei Fehler in zwei Jahren, nach dem dritten wird er entlassen. Um dies zu vermeiden, schickt sein Chef Nick in einen längeren Urlaub. Diesen nutzt Nick, um Russell zu finden und sich mit ihm auszusprechen. Russell gesteht Nick, er habe gekündigt, weil er sonst eines Tages entweder Nick „oder neunzig Japaner in einem Flugzeug“ getötet hätte. Die beiden Männer stellen sich an das Ende einer Landebahn und lassen sich von einem landenden Flugzeug durchwirbeln, um durch dieses Erlebnis das Leben aus einer anderen Perspektive zu betrachten.
Nick kehrt später zu seinem Arbeitsplatz zurück. Als seine Frau mit einem Flugzeug fliegt, ruft er die Maschine an und bringt Connie dazu, sich mit ihm zu verabreden.

## Kritiken
Roger Ebert verglich den Film in der Chicago Sun-Times vom 22. April 1999 mit einem überladenen, schwerfälligen Flugzeug. Er schrieb, dass man in der ersten Stunde des Films noch die Hoffnung haben könnte, er würde sich zu etwas interessanten entwickeln. Das gezeigte Arbeitsumfeld der Fluglotsen und die Charaktere von Nick, Russell, Connie und Mary fand er interessant. Die spätere Handlung enttäuschte ihn.
Kultur Spiegel 7/2000, Der Spiegel 27/2000 und TV Spielfilm 14/2000 lobten den Anfang des Films, kritisierten jedoch das Ende, das Der Spiegel als eine Bruchlandung bezeichnete.

## Auszeichnungen
Der Film wurde im Jahr 1999 für den Casting Society of America Award nominiert, im Jahr 2000 wurde er für den Motion Picture Sound Editors Award nominiert.
Die Deutsche Film- und Medienbewertung FBW in Wiesbaden verlieh dem Film das Prädikat wertvoll.

## Trivia
Während der Dreharbeiten lernten sich Angelina Jolie und Billy Bob Thornton kennen, die später kurzzeitig verheiratet waren.